# Ilhas Virgens Britânicas nos Jogos Olímpicos de Verão de 1984
As Ilhas Virgens Britânicas participaram pela primeira vez dos Jogos Olímpicos na edição de 1984, em Los Angeles, nos Estados Unidos.

## Desempenho

### Atletismo
| Atleta                                               | Prova          | Elims.  | Elims.     | Quartas     | Quartas     | Semifinal   | Semifinal   | Final       | Final       |
| Atleta                                               | Prova          | Res.    | Pos.       | Res.        | Pos.        | Res.        | Pos.        | Res.        | Pos.        |
| ---------------------------------------------------- | -------------- | ------- | ---------- | ----------- | ----------- | ----------- | ----------- | ----------- | ----------- |
| Guy Hill                                             | 100m masculino | 11.11   | 6º/bat. 11 | Não avançou | Não avançou | Não avançou | Não avançou | Não avançou | Não avançou |
| Lindel Hodge                                         | 200m masculino | 22.28   | 5º/bat. 6  | Não avançou | Não avançou | Não avançou | Não avançou | Não avançou | Não avançou |
| Dean Greenaway                                       | 400m masculino | 47.33   | 5º/bat. 1  | Não avançou | Não avançou | Não avançou | Não avançou | Não avançou | Não avançou |
| Guy Hill Jerry Molyneaux Dean Greenaway Lindel Hodge | 400m masculino | 3:11.89 | 6º/bat. 2  |             |             | Não avançou | Não avançou | Não avançou | Não avançou |

### Vela
| Atleta                                     | Classe | Regatas | Regatas | Regatas | Regatas | Regatas | Regatas | Regatas | Total pts. | Pos. |
| Atleta                                     | Classe | 1       | 2       | 3       | 4       | 5       | 6       | 7       | Total pts. | Pos. |
| ------------------------------------------ | ------ | ------- | ------- | ------- | ------- | ------- | ------- | ------- | ---------- | ---- |
| Keith Barker Peter Barker                  | 470    | 28      | 31      | 30      | 28      | 23      | 30      | (35)    | 170        | 25º  |
| Elvet Meyers Keith Thomas Robin Tattersall | Soling | 23      | 26      | 26      | 24      | (27)    | 22      | 25      | 146        | 21º  |